# ليونيل واراوارا
ليونيل واراوارا (مواليد 26 يناير 1995) هو ملاكم من فانواتو، مثّل بلاده في الألعاب الأولمبية الصيفية 2016.

## روابط خارجية
ليونيل واراوارا على موقع بوكس ريك (الإنجليزية) (registration required)
- ليونيل واراوارا على موقع اللجنة الأولمبية الدولية (الإنجليزية)
- ليونيل واراوارا على موقع أوليمبيديا (الإنجليزية)